# Xenia (film)
Xenia (grekiska: Ξενία) är en grekisk dramafilm från 2014 i regi av Panos H. Koutras. Filmen hade världspremiär den 19 maj 2014 vid Filmfestivalen i Cannes där den visades i kategorin Un certain regard. Xenia visades även i kategorin Contemporary World Cinema vid Toronto International Film Festival och hade svensk premiär den 23 januari 2015 på Göteborgs filmfestival.
Filmen utsågs till Greklands bidrag till Oscarsgalans kategori Bästa icke-engelskspråkiga film 2016.

## Handling
Femtonårige Dany reser från Kreta till sin storebror Odysseas i Aten för att berätta att deras mor dött. Modern var från Albanien och för att förhindra att bröderna deporteras reser de till Thessaloniki för att hitta sin grekiske far som övergav dem som små.

## Medverkande
- Kostas Nikouli som Dany (Daniel)
- Nikos Gelia som Ody (Odysseas)
- Romanna Lobats som Maria-Sonia
- Aggelos Papadimitriou som Tassos Peris
- Yannis Stankoglou som Lefteris Christopoulos
- Marissa Triantafyllidou som Vivi (Vassiliki Christopoulos)

## Mottagande
Xenia har fått blandad kritik, med aningen större andel positiva reaktioner. På Rotten Tomatoes har filmen fått betyget 85 %, och på Metacritic har den betyget 62 baserat på sex recensioner.
Michael Nordine från The Village Voice skrev att filmen är "trivsamt tvetydig på sättet den konfronterar Greklands samtida kriser i form av ekonomisk nedgång och ökande våldsamheter."
Även Boyd van Hoeij från The Hollywood Reporter beskriver Koutras sätt att kommentera samtidens Grekland. Han skriver att "det finns en camp sida av händelserna, vilken Koutras effektivt kontrasterar mot det samtida Greklands hårda verklighet, en vacker men fientlig nation, ödelagd av den pågående ekonomiska krisen och en plats där främlingsfientlighet, rasism och homofobi verkar gro fritt." van Hoeij skriver även att "även om historien till slut blir alltför förutsägbar och lite för tunn för att fängsla under hela speltiden på över två timmar så är karaktärerna, deras personkemi och situation övertygande."
Också Stephen Holden från The New York Times skrev att filmen var onödigt lång, men han liknade den också vid Pedro Almodóvars tidiga filmer då han ansåg att den precis som dessa har en anda av lössläppthet, frigörelse och entusiasm. Han skrev att "Den andan är smittsam. Du kommer ifrån Xenia med en känsla av att vara lite mer levande och beredd att kasta all försiktighet överbord."
Mer negativ var Martin Tsai från Los Angeles Times som skrev att filmen "vid tillfällen känns filmen meningslöst exploaterande när den drar sig farligt nära sex med barn och incest. Koutras motstår föredömligt enkla sätt att uppfylla önskningar genom att göra brödernas resa viktigare än deras destination, men det scenario han presenterar visar sig oförklarligt vara fantasi."

### Engelska originalcitat
1. ↑  "his film is pleasingly elliptical in the way it confronts Greece's concurrent crises of economic decline and ascendant militancy."
2. ↑  "there’s a decidedly campy side to the proceedings that Koutras effectively juxtaposes with the hard-edged realities of contemporary Greece, a beautiful but hostile nation wrecked by the ongoing economic crisis and a place in which xenophobia, racism and homophobia seem to fester freely."
3. ↑  "Though the story’s finally too predictable and a little too thin to captivate for the film’s entire two-hours-plus running time, the characters, their chemistry and their plight are compelling"
4. ↑  "You come away from “Xenia” feeling a bit more alive and ready to throw caution to the wind."
5. ↑  "The film feels gratuitous and exploitative at times as it skirts dangerously close to child sex and incest. Koutras admirably resists easy wish fulfillment by making the brothers' journey more important than their destination, but the scenario he presents inexplicably turns out to be fantasy."